# Herrarnas lagtävling i florett vid olympiska sommarspelen 1976
Herrarnas lagtävling i florett i de olympiska fäktningstävlingarna 1976 i Montréal avgjordes den 24-25 juli.

## Medaljörer
| Event        | Guld                                                                               | Silver                                                                                               | Brons                                                                                     |
| Florett, lag | Västtyskland Matthias Behr Thomas Bach Harald Hein Klaus Reichert Erik Sens-Gorius | Italien Fabio dal Zotto Carlo Montano Stefano Simoncelli Giovanni Battista Coletti Attilio Calatroni | Frankrike Christian Noël Bernard Talvard Didier Flament Frederic Pietruszka Daniel Revenu |

## Laguppställninga
| Kuba - Eduardo Jhons - Enrique Salvat - Jorge Garbey - Pedro Hernández Frankrike - Daniel Revenu - Christian Noël - Didier Flament - Bernard Talvard - Frédéric Pietruszka Storbritannien - Geoffrey Grimmett - Barry Paul - Rob Bruniges - Graham Paul - Nick Bell Hongkong - Chan Matthew - Denis Cunningham - Kam Roger - Ng Wing Biu Ungern - József Komatits - Csaba Fenyvesi - Lajos Somodi, Jr. - Jenő Kamuti - Sándor Erdős | Iran - Hossein Niknam - Sarkis Assatourian - Ali Asghar Pashapour-Alamdari - Ahmed Akbari Italien - Carlo Montano - Fabio Dal Zotto - Stefano Simoncelli - Giovanni Battista Coletti - Attilio Calatroni Japan - Masanori Kawatsu - Hideaki Kamei - Toshio Jingu - Noriyuki Sato Kuwait - Ahmed Al-Arbeed - Jamal Ameen - Ali Al-Khawajah - Abdul Nasser Al-Sayegh Polen - Leszek Martewicz - Lech Koziejowski - Ziemowit Wojciechowski - Arkadiusz Godel - Marek Dąbrowski | Rumänien - Petru Kuki - Mihai Ţiu - Tudor Petruş - Petrică Buricea Sovjetunionen - Sabirzjan Ruzijev - Aleksandr Romankov - Vladimir Denisov - Vasjl Stankovjtj USA - Martin Lang - Ed Ballinger - Ed Wright - Edward Donofrio - Brooke Makler Västtyskland - Thomas Bach - Harald Hein - Klaus Reichert - Matthias Behr - Erk Sens-Gorius |